# جو إدواردز (رسام)
جو إدواردز (بالإنجليزية: Joe Edwards)‏ هو رسام بريطاني، ولد في 1933، وتوفي في 2000.